# Шопен і Жорж Санд
«Шопен і Жорж Санд» — подвійний портрет польського композитора і піаніста Фредерика Шопена і французької письменниці Жорж Санд пензля Ежена Делакруа.

## Шопен і баронеса Дюдеван
Восени 1836 року Шопен познайомився з баронесою Дюдеван. Після розлучення з чоловіком вона зберегла його прізвище. Суспільству ж відоміша під літературним псевдонімом — Жорж Санд. 
Їй виповнилося 34, йому — 28, але для виникнення приязні це не завада. Вони були разом вісім років. Взимку мешкали в Парижі, а влітку Дюдеван з дітьми і Шопеном переїздили до родинного маєтку в Ноан- Віку.

## Маєток Нохан

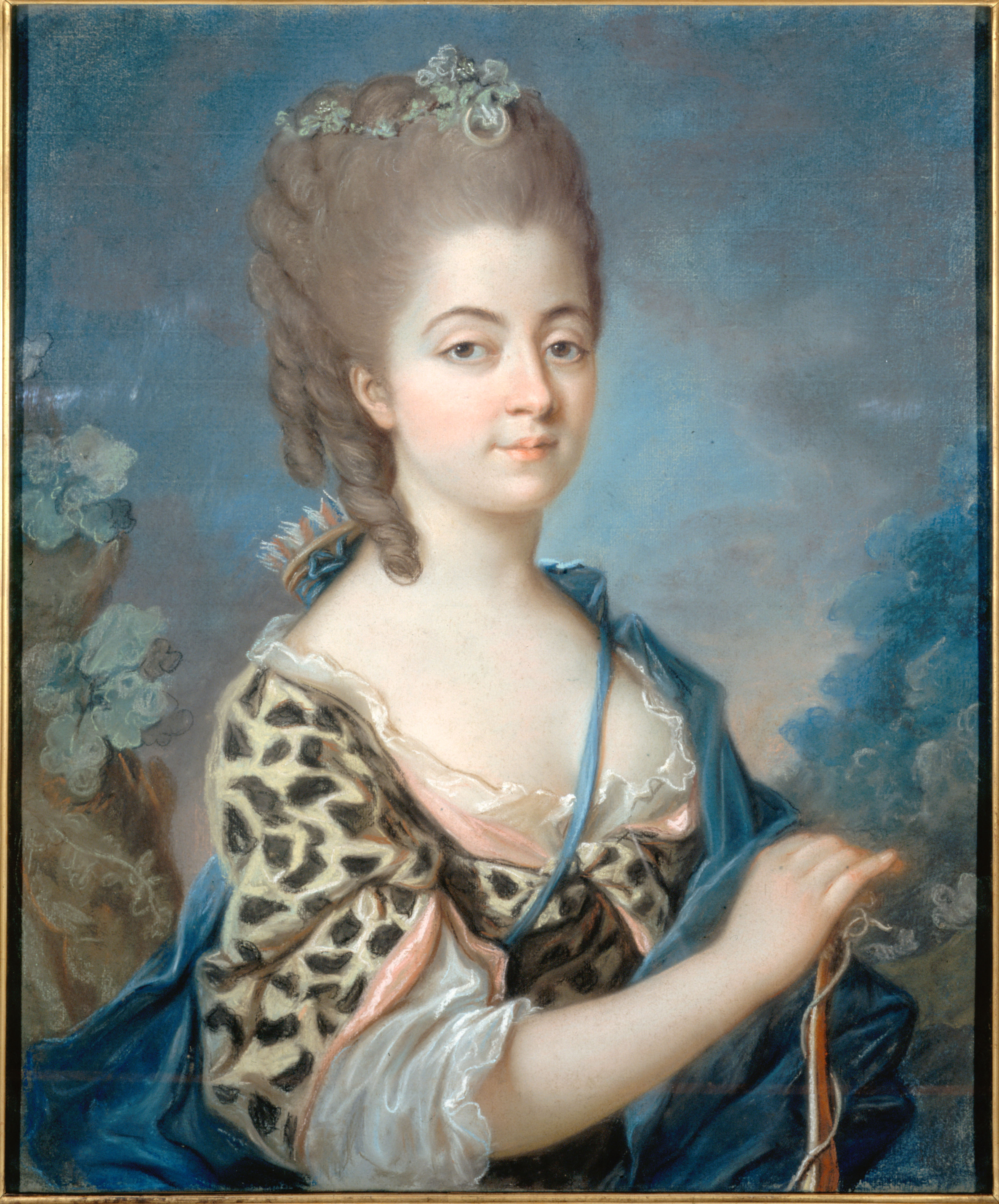
Марі Аврора Саксонська - бабуся Жорж Санд у молоді роки

Маєток Нохан належав ще бабусі Аврори Дюдеван, жінці суворій, авторитарній, з грошима і зв'язками у світі. Це вона забрала дочку у Аврори, що вела ризикований і надто сміливий для жінки спосіб життя. Онука потрапила в католицький монастир, щоб не бачити частих романів і розлучень своєї матері — Жорж Санд. Після розлучення з жорстоким бароном і смерті бабуні права на маєток Нохан отримала Аврора — Жорж Санд. В XX столітті в Нохані створено літературний музей.

## Подвійний портрет
Серед приятелів баронеси Дюдеван був художник Ежен Делакруа. Зрідка він писав портрети. Можливо, в один з вечорів він і побачив поряд модну письменницю і великого піаніста. Тоді й виник задум написати подвійний портрет, який взагалі унікальний для творчого доробку майстра. Адже це портрет двох митців.

## Порізана картина

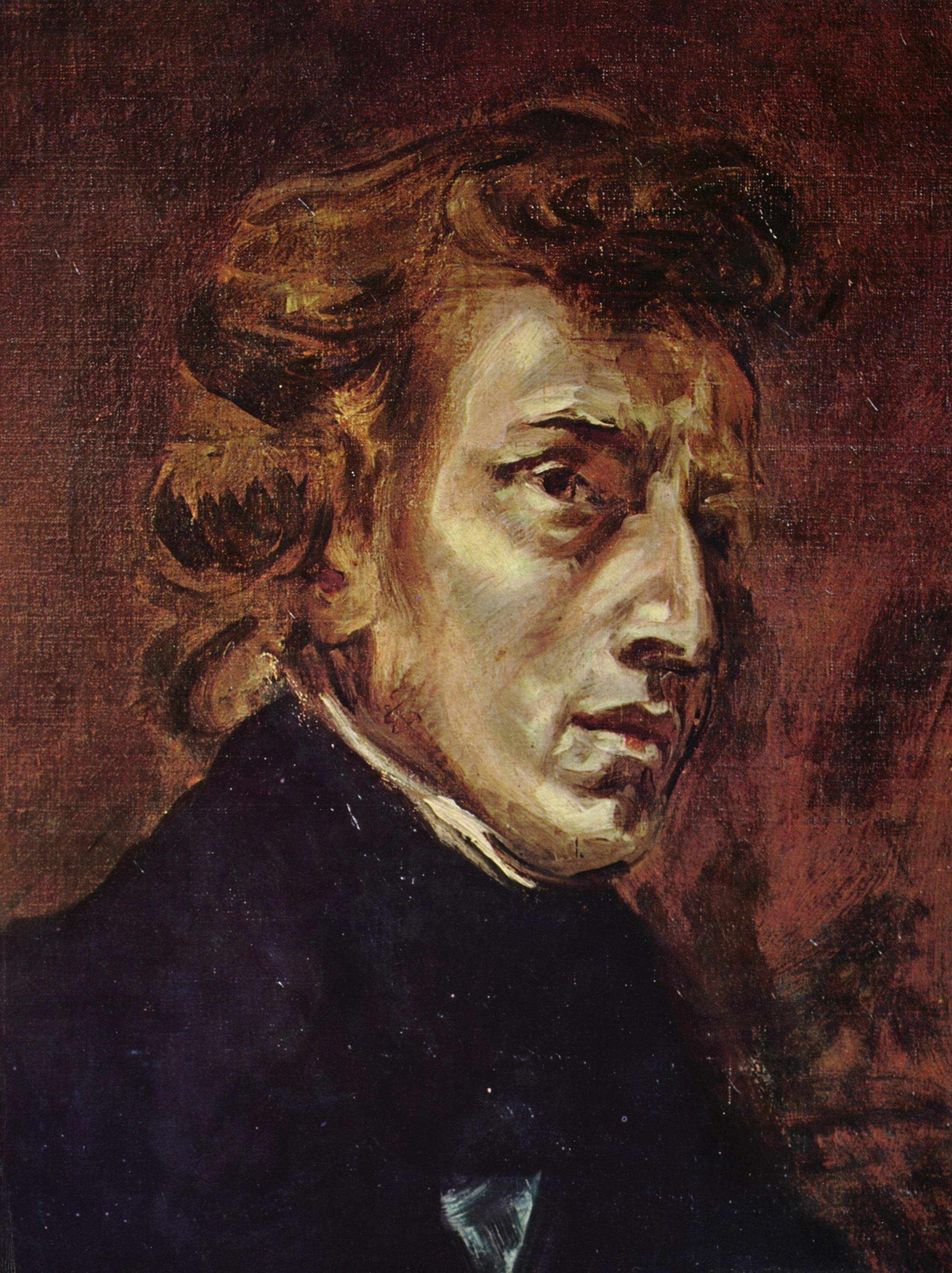
Шопен. 46cm x 38cm. Лувр

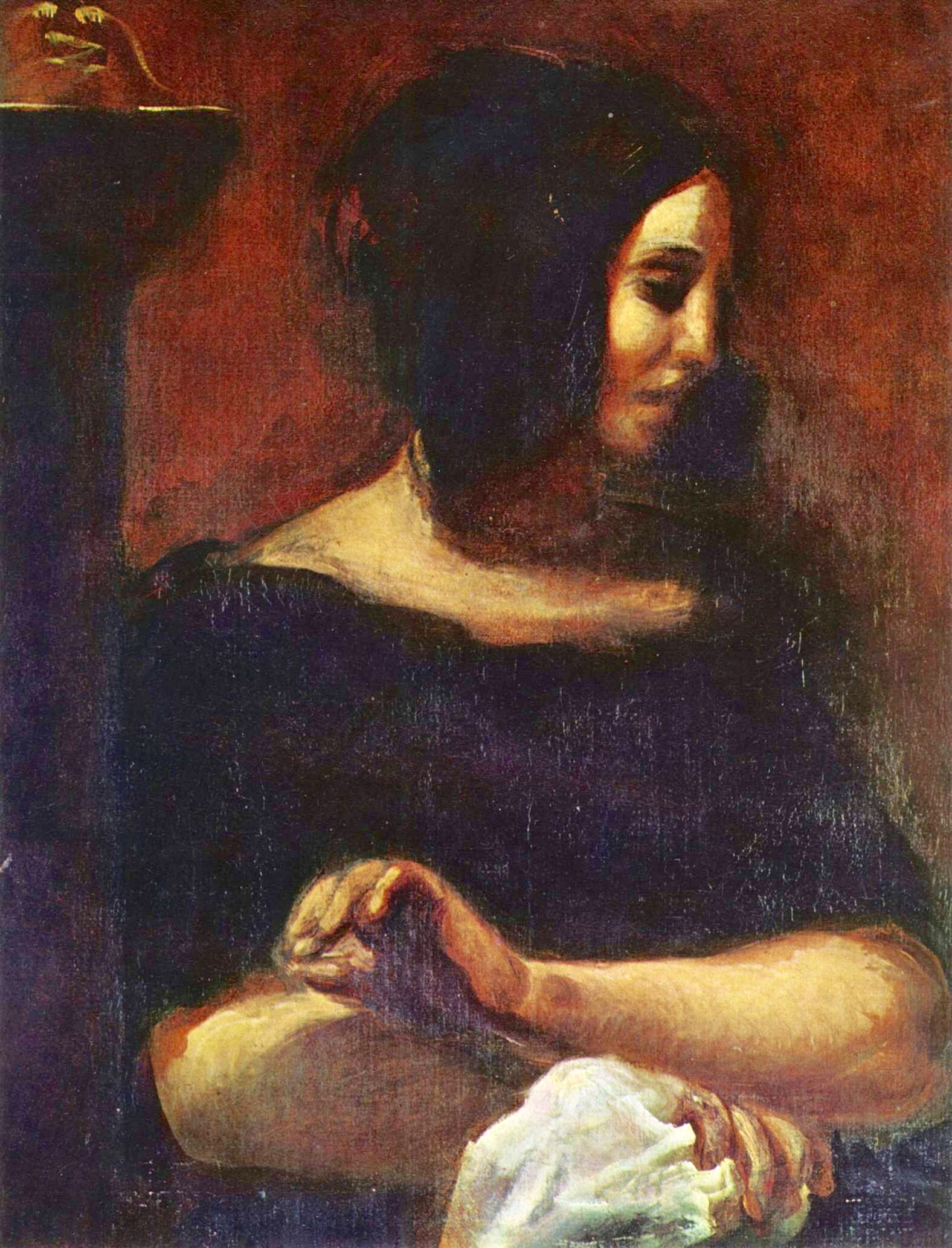
Санд. 79cm x 57cm. Музей Ордрупґаард, Копенгаґен

В такому вигляді картина давно вже не існує. Пихаті і жадібні до грошей власники розрізали картину Делакруа, щоби вигідно розпродати її шматки як два окремих портрети. Задум удався. І нині портрет Жорж Санд зберігається в Данії, а голова Шопена потрапила до Лувру в Парижі. На ілюстрації до статті лише копія-реконструкція порізаної колись картини.